# 屈晃
屈晃（？—？），三国孙吴大臣，汝南人。
东汉末年屈晃避乱南下，孙吴时居章安（今属椒江区）。开始担任郡吏，在职清廉，有好的名声。赤乌初年，擢升为尚书仆射。屈晃志向在匡扶社稷，刚直耿介，当时忠义著称。孙权在位时，战争频繁，赋役苛重，刑罚严酷，百姓怨恨。屈晃经常忠言直谏，劝孙权爱养士马，抚恤百姓。
孙权的太子孙登病死後，以孙登之弟孙和为太子。后来孙权有废太子孙和之意，赤乌十三年（250年）幽闭孙和，想要立鲁王孙霸为太子，屈晃和丞相陆逊、大将军诸葛恪、骠骑将军朱据上书劝阻。屈晃说：“现在三国鼎立，不宜摇动太子，以生众心，愿陛下少垂圣虑，老臣虽死，犹生之年。”孙权不听。他和骠骑将军朱据等人率领将吏泥头自缚，到宫殿前连日苦谏不止，叩头流血。孙权大怒，将他罪杖一百，斥归田里。元兴元年（264年），孙和子孙皓即位，下诏称屈晃因为忠谏身亡，封他的儿子屈绪为东阳亭侯。屈绪也有父亲的风度，官至尚书仆射。